# 欧州加圧水型炉

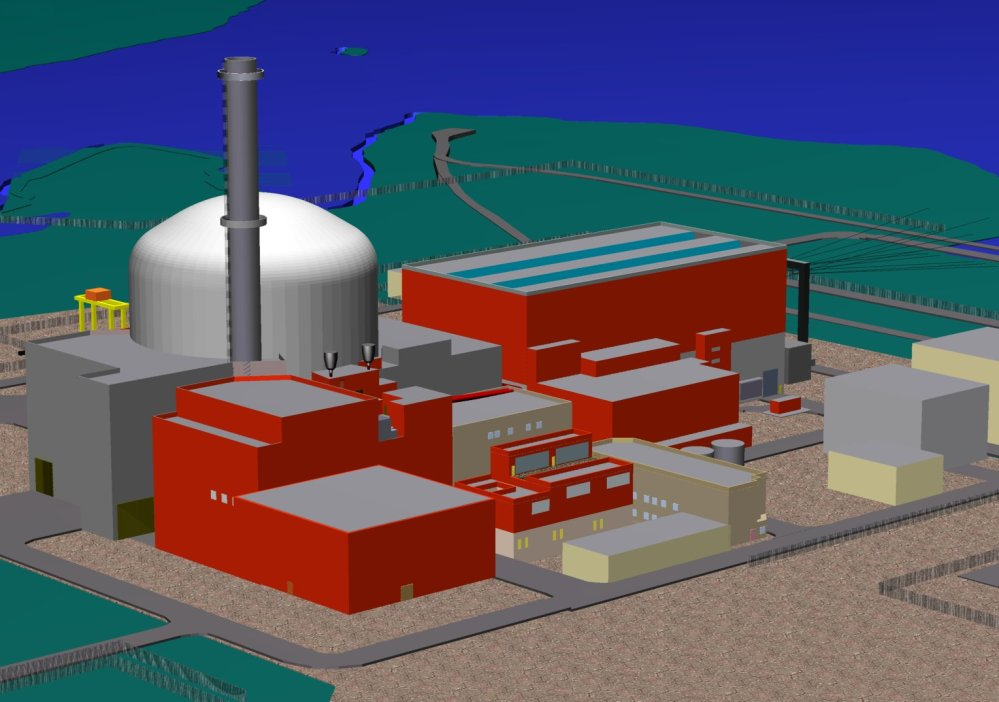
コンピュータによって書かれたEPRの予想図

欧州加圧水型炉（英語: European Pressure Reactor、EPR）は原子炉の設計の一種。第3世代の加圧水型原子炉。主にフラマトム（アレヴァNPを経て現在は再びフラマトム）、フランス電力、シーメンスなどが開発した。この原子炉設計は欧州では欧州加圧水型炉（英語: European Pressurized Reactor）と呼ばれ、国際的には進展型原子炉（英語: Evolutionary Power Reactor）とされているが、現在はフラマトムは単純にEPRと呼んでいる。
2011年時点で、4基のEPR炉が建設中である。フィンランドとフランスに1基ずつの2基が建設中であるが、双方でコスト的建設の遅延に面している。さらに中国で2009年と2010年に2基の建設が開始されており、こちらは現状では予定通りに進んでいる。

## 設計
主な設計目的は安全性の向上と発電能力の強化による経済競争力の進展で、EPRは1650MWe(net)の電力と4500MWtの熱が生産できる。5%濃縮ウラン酸化物燃料、回収ウラン燃料、ウランプルトニウム混合酸化物燃料などが利用できる。EPRはフラマトムN4とシーメンスKONVOI炉の進展型である。
EPRは幾つかの能動的、受動的安全システムを取り入れている。
- 原子炉の停止後1-3年にわたって続く崩壊熱を冷ますに十分な300%の冗長性を持つ4種の独立した非常冷却用システム
- 原子炉の密封封じ込め
- 溶融炉心を炉外に逃がす際の外部コンテナと冷却面
- 飛行機の衝突や内圧に耐える、合計の厚さが2.6mの2層のコンクリート壁

EPRの炉心損傷頻度は1基あたり6.1×10−7/年である。
『憂慮する科学者同盟』 (The Union of Concerned Scientists)はEPRはアメリカで選定中の新型炉の中で最適であり「かなりの安全容量と攻撃に対して現在の原子炉よりも高い耐久性を持つようだ」としている。
2009年11月4日、フランス、フィンランド、イギリスの原子炉規制機関はEPRのデジタル計器と制御システムの深刻な問題を理由に共同書簡をアレバに提出した。 その中では以下のように述べられている

## 建設中

### オルキルオト3号機

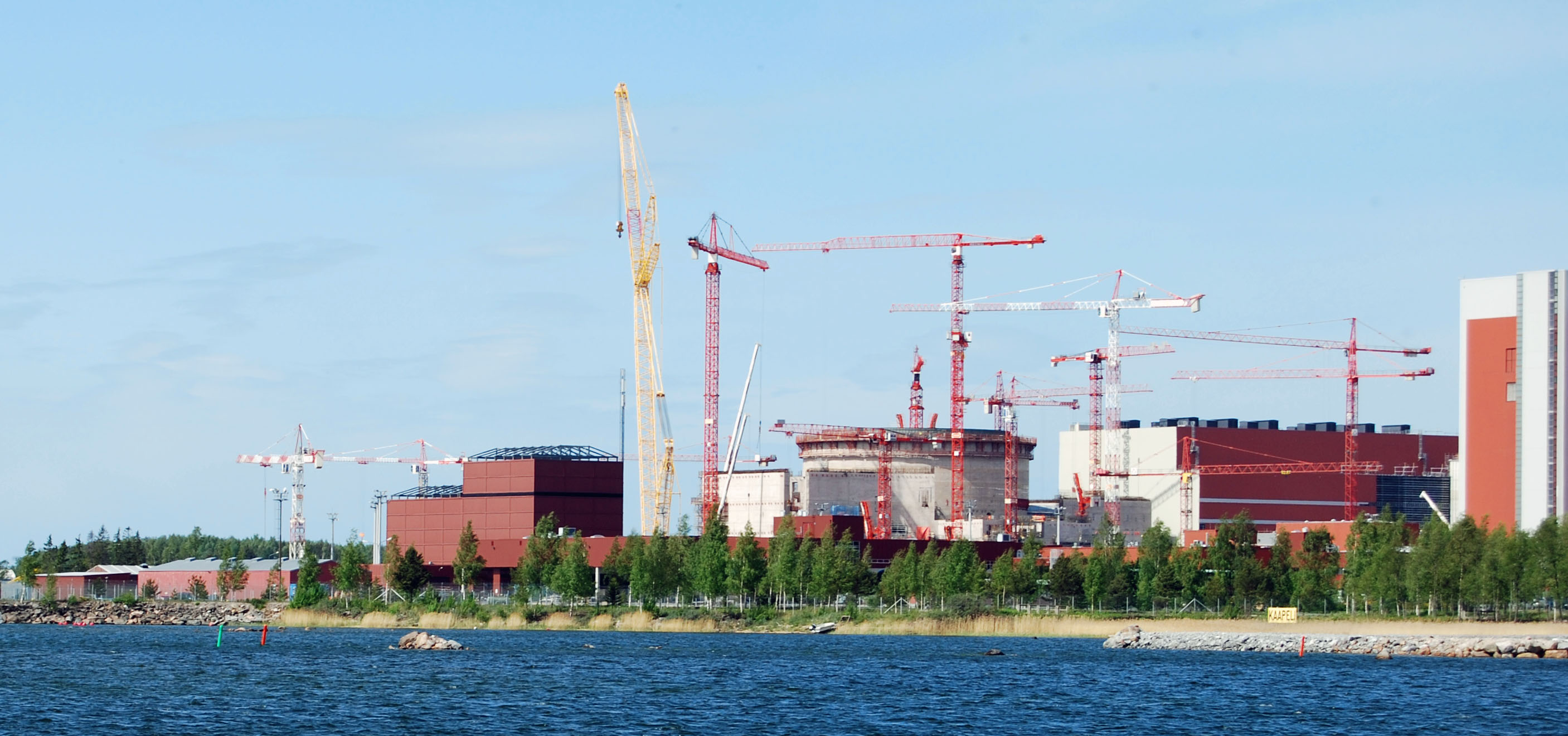
2009年、建設中のオルキルオト3号機

フィンランドのオルキルオト原子力発電所の3号機の建設は2005年8月に始まった。アレバ社の最初の建設計画である。
当初は2009年に開業予定であったが、幾度もの工程の遅延に苦しんでおり、現在は運用は2014年からが期待されている。しかし、それでもなお世界で初めて建てられたEPRになるとして期待されている。建設はアレバとシーメンスの共同するアレヴァNPが発電所の運営者であるフィンランド産業電力 (TVO) 向けに行っている。当初コスト見積もりはおおよそ37億ユーロであったが、2010年7月の時点で既に27億ユーロの予算超過が発生している。原子炉は1600MWeの出力を予定している。

#### 進捗
2006年5月、建設全体での品質管理問題によって建設が1年遅れることが公表された。この遅れの一部は原子炉建設で未熟な下請けの監督の欠如が原因であった。この遅れはアレヴァNPにとって予想外の業績結果をもたらした。これは技術文書や設計を承認することに対するフィンランドのアプローチの遅れを非難した。
2006年12月、TVOは2010年から2011年に予定されていた建設は予定より18ヶ月遅れると公表し、アレバがこの遅延によって5億ユーロを請求する準備をしていたと報告された。
2007年の6月の終わりに、フィンランドの放射線・原子力安全局は、幾つかの安全関連設計と製造に欠陥を発見したと報告した。
2007年8月にさらに建設は航空機の衝突に耐え得る原子炉の補強やフィンランド当局に対する適切な資料の時宜での供給などの建設問題に関連して最大で1年程度遅れたことが報告された。
2007年9月TVOは建設の遅れは「最低で2年」で、予算は予定より25%多くなると報告した。アナリストによるオーバーラン範囲のコスト見積もりは最大で15億ユーロになるとされた。
さらに2008年10月に合計3年の建設の遅れが公表され、2012年に開始される予定となった。当事者は計画の遅延と予算超過の責任をめぐる論争を解決するための調停裁判を行っていた。
2009年5月には、最低3ヶ月から半年スケジュールが遅れ、予算が50%以上超過するとした。アレバと関連公益企業は「誰がコスト超過を負担するかをめぐって激しい論争をしており、公益企業がデフォルトすることがありえるリスクになった」。2009年8月、アレバは5億5000万ユーロの追加費用が必要で、炉の価格は53億ユーロとなり、2009年の前半期の暫定的な営業利益を一掃するものであったと公表した。
封じ込め用のドームは2009年の9月に上端まで仕上げられた。資材調達の90%、工学工事の80%、土木工事の73%が完了した。
2010年6月、アレバは4億ユーロがさらに必要となり、予算超過は27億ユーロであると公表した。工程は2012年の6月から2012年末に遅れ運用は2013年に開始されるように変更された。2011年12月、TVOは可動がさらに2014年8月に遅れると公表した。

### フラマンヴィル3号機
フラマンヴィル原子力発電所での実証EPR炉建設は2007年12月6日に起工された。同発電所3機目の原子炉であり、世界で2基目のEPRである。電気の出力は1630MWeを予定しており、計画ではフランス電力 (EDF) からの33億ユーロの資本支出も含まれている。
- 2005年10月19日から2006年2月18日には計画は国家の公開討論に提出された。
- 2006年の5月4日、EDFの取締役会で建設継続の決定が行われた。
- 2006年の6月15日から7月31日にかけて、原子炉は公的な取調べを受け、計画に「好意的な評価」が与えられた[35]。
- 2006年の夏、準備作業が始まった。
- 2007年12月建設が始まった。工期は54ヶ月が予定されていた。
- 2009年5月、ステファン・トーマス（英語版）が建設開始18ヶ月たち、品質管理問題の連続の後、計画は「20%以上予算を超過しており、EDFはスケジュールを保つのに苦労している」と報告した[27]。
- 2010年EDFは予算が50%増えて50億ユーロになり、試運転は2年送れ2014年になると発表した[36]。
- 2011年7月、EDFは建設費用が60億ユーロに拡大しており、完成は2016年にまで延びると発表した[37]。

#### 抗議
- 2007年の3月17日、Sortir du nucléaire（英語版）によって同時抗議が計画され、フランス国内のレンヌ、リヨン、トゥールーズ、リール、ストラスブールの5箇所で建設抗議デモが行われた[38][39][40]
- 2007年4月26日、チェルノブイリ21周年を記念してデモ隊30人あまりが入り口をふさぎ、自らを建設場所のクレーンに繋ぎとめ、数人は24時間発電所に残っていた。侵入を防ぐためにトラックが入り口の前に止められた。[41]
- 2011年11月、EDFは2006年の公開討論の際、グリーンピースのコンピュータに対するクラッキングをしていたとして裁判所で有罪判決を受けた[42]。

#### 進捗
2008年4月、フランス原子力安全局 (ASN) は点検済みの2次格納容器の鋼製ライナーの溶接の4分の1が規範に準拠せず、割れ目がコンクリートの基礎に見つかったと報告した。EDFは建設の非常に初期の段階で持ち上がったこれらの問題への対応を行っていると述べたが、5月21日、ASNは同地でのコンクリート注入作業の停止を命令した。
1ヵ月後、ASNが外部からの監視等を含むEDFの是正処置計画を受け入れた後にコンクリート作業は再開された。
2010年8月、取り締まり機関のASNは2次格納容器の鋼製ライナーの溶接の詳細な問題を報告した。

### 台山1号機・2号機
2006年、中国で4基の新型原子炉建設のための入札が行われたが、中国に専門技術の開示することを拒んだため、アレバ SAはこの入札に負け、ウェスチングハウスが建設を行うことになった。2007年2月、アレバは以前と同じ条件であったにもかかわらず、大亜湾原子力発電所での50億ユーロ規模の入札に勝ち、台山原子力発電所に2基の原子炉を建設することになった。現地でのパートナーは中国広東核電集団である。2007年11月、フランスの大統領ニコラス・サルコジは4期目までのEPRを中国に建設することを許可する120億ドルの契約に調印した。

#### 進捗
台山1号機は2009年11月18日、2号機は2010年4月15日に建設が始まった。
原子炉の工期は46ヶ月と予想されており、フィンランドとフランスの2基に比べ大幅に短縮され、かつコストも安価になっている。
1号機の圧力容器は2012年6月に導入された。
1号機は2018年6月6日に初臨界を達成し、12月に世界で初めてEPRの商業運転を開始した。

## 将来の計画

### フランス
2008年の7月フランス大統領は石油とガスの価格が高騰しているため、第2のEPRを建設すると発表した。2009年にパンリー原子力発電所が計画地として選ばれ、建設は2012年開始が計画された。しかしながら2011年福島第一原子力発電所事故を受けて、EDFは2012年の建設開始に疑念を持ち公開協議を延期した。

### イギリス
EPRは2基の原子炉の1基がAP1000と共にイギリス健康安全局による一般建設アセスメントの途中である。第四GDA報告は2011年6月に暫定建設承認書とともに公開される予定である。この暫定建設承認書は福島原発事故の最新の教訓が考慮されるまで延期となっている。
イギリスは炭素排出税の導入を計画しており、これによって化石燃料の利用コストは増大する。AP1000やEPRなどの新原発の建設は多くの大電力企業から関心を集めている。
EDFは2009年にブリティッシュ・エナジーを買収し、4基のEPRを建設することを望んでいる。ホライズン原子力はAP1000かEPR、あるいはそれらの組み合わせで6000MWe分の原子力発電所建設を計画している。Nuジェネレーションもまた建設を望んでおり、恐らくEPRを2基かAP1000を3基予定している。
アレバはEPRを建設するためにロールス・ロイスと戦略的協力関係を結んでいる。

### フィンランド
2010年、フィンランド議会は2基の原子炉の新設を許可した。フィンランド産業電力とフェンノボイマは導入を検討している。

### アメリカ
US-EPRはAP-1000やESBWRと共にアメリカの次世代原子炉の競合相手である。2007年の12月14日に最終設計認可と標準設計証明の申請提出によって、現在、アメリカ合衆国原子力規制委員会での設計認証申請の再調査プロセスが行われている。ユニスター、Amarillo Power、PPL Corp、AmerenUEは2008年にキャラウェイ原子力発電所でUS-EPRの建設運用複合ライセンス申請の提出計画を公表している。ユニスターはメリーランドのカルバート・クリフス原子力発電所3号機の案を2007年7月に部分的に申請を提出した。しかしながら、これらの提案の両方が中止された。
2009年4月ミズーリ州の議員は専売率の増加に難色を示し、AmerenUEに原子炉の計画の一時中止を促した。
2010年7月、Constellation Energyはアメリカ合衆国エネルギー省からの融資保障が不透明であるため、カルバート・クリフス原子力発電所のためにユニスターに支払っていたの支出を切り上げ、その後プロジェクトから撤退した。
2008年10月、アレバはアメリカの防衛企業であるノースロップ・グラマンと共同でバージニア州のノースロップ・グラマン・ニューポート・ニューズにEPRやUS-EPRのためのモジュールと部品の生産を行う3億8000万ドルの施設を協力することを発表した。この計画は2011年5月に無期限中止となった。

### インド
2009年2月、インド原子力発電公社 (NPCIL) はアレバとマハラシュトラ州のジャイタプール原子力発電所で2基の1650MWeの原子炉を立ち上げる了解覚書に調印した。
2010年12月NPCILはアレバと2基のEPRと25年の燃料供給に調印した。契約と価格設定は終わっていない。インドの国内規制や核拡散防止条約に調印していないインドは主要コンポーネントを日本から調達しないといけないといった問題のため、2014年以前に建設を開始する可能性は低い。
NPCILはジャイタプールにEPR6基に相当する9900MWの発電所の計画を持っている。

## その他

### アラブ首長国連邦
2008年5月、フランスのサルコジ大統領はアラブ首長国連邦 (UAE) の内閣と「平和のための原子力の活用可能性と評価ための協力枠組みのアウトライン」で合意に達した。この合意はトタル、スエズ、アレバなどによるEPRの建設の契約ではなかった。
2009年5月、アメリカの大統領バラク・オバマはUAEとの良く似た合意に調印した。アメリカ合衆国議会でまだ批准されていないこの取引では、アメリカはUAEの民間原子力計画の開発を助けることを誓約した。しかし、原子炉建設のための契約は与えられず、アメリカ企業がそれらを受け取れる保障もなかった。
2009年12月、UAEはアメリカとフランスの入札を断り、韓国電力公社・現代建設・サムスン・斗山重工業などの韓国企業グループに4基原子炉の契約を与えた。
この受注を失ってからアレバは原子力発電を初めて導入する国に対してEPRに加えて小型で単純な第2世代原子炉設計の販売を再導入する必要性を検討している。2011年、アレバと三菱重工業の投資するアトメアはより小型の1100MWeの第3世代原子炉を提案したが、これらのいずれも受注されていない。

### イタリア
2009年2月24日、イタリアとフランスはイタリアでの4基の新原発の建設可能性の調査に合意した。2009年8月3日にはEDFとエネルが共同でSviluppo Nucleare Italiaを設立し、少なくとも4基のEPRの建設可能性を調査した
しかし、福島原発事故の直後に行われた2011年のイタリア国民投票において、原子力発電所を許可する新しい法律の廃止に投票した。有権者の50%より一人でも多くが投票すれば投票が有効となり、有権者の少なくとも大半が廃止に賛成すると法律が廃止になるが、投票率は有効な55%で、このうち94%が反対に投票したため、原発建設は中止されることになった。

## 註
1. ↑  Harold Thibault. “Chinese reactor status”. The Guardian. 2012年4月19日閲覧。
2. 1 2 3  “New Build Field Report”.   Areva. p. 4 (2010年10月6日). 2011年3月5日閲覧。
3. ↑  Andrew Teller (2010年2月2日). “The EPR Reactor: Evolution to Gen III+ based on proven technology” (PDF).   Areva. 2010年7月19日閲覧。
4. ↑  “EPR – Areva brochure” (PDF).   Areva NP (2005年5月). 2008年1月2日閲覧。
5. ↑  EPR Level 1 Probabilistic Safety Assessment. Author: UK EPR.
6. ↑  “Nuclear Power in a Warming World” (PDF). Union of Concerned Scientists. 2008年10月1日閲覧。
7. ↑  OLKILUOTO 3 PROJECT by AREVA
8. ↑  CHRONOLOGY OF OLKILUOTO 3 PROJECT by AREVA（2007年9月27日時点のアーカイブ）
9. 1 2  Ando, Ritsuko (2011年12月21日). “Finland's Olkiluoto 3 reactor delayed to Aug '14”. Reuters 2011年12月21日閲覧。
10. ↑  EPR IN FINLAND: FOUNDATION STONE-LAYING DAY AT OLKILUOTO 3 by AREVA（2006年5月6日時点のアーカイブ）
11. ↑  François de Beaupuy. Areva’s Overruns at Finnish Nuclear Plant Approach Initial Cost Bloomberg Businessweek, 24 June 2010.
12. ↑  Regulator reports as OL3 delays reach one year, 19 July 2006, by Nuclear Engineering International.
13. ↑  Concrete composition delays Finland's Olkiluoto 3, Nuclear Engineering International, 9 May 2006.
14. ↑  
Areva’s first half results hit by Olkiluoto 3 delays, 2 October 2006, by Nuclear Engineering International.
15. ↑  European Pressurised Reactor at Olkiluoto 3, Finland – Brief & Interim Review of the Porosity and Durability Properties of the In Situ Cast Concrete at the Olkiluoto EPR Construction Site, June 2006, Large & Associates.
16. ↑  Finland nuclear reactor delayed again, Associated Press, 4 December 2006.
17. ↑  Areva to take 500 mln eur charge for Finnish reactor delay, Forbes, 5 December 2006.
18. ↑  Nuclear industry revival hits roadblocks, New Scientist, published 2007-06-29, accessed 5 July 2007.
19. ↑  Dates revised again for Olkiluoto 3, World Nuclear News, 10 August 2007.
20. ↑  Nuclear industry's flagship plant delayed again, Huliq, 11 August 2007.
21. ↑  Areva delay threatens China contract, MSNBC, 10 August 2007.
22. ↑  Alan Katz (2007年9月5日). “Nuclear Bid to Rival Coal Chilled by Flaws, Delay in Finland”. Bloomberg 2008年6月17日閲覧。
23. ↑  Areva-Siemens sees Olkiluoto 3 reactor operational in summer 2011, CNN, 31 December 2007.
24. ↑  “3-year delay expected at Finnish nuclear plant”. International Herald Tribune. (2008年10月17日) 2008年10月17日閲覧。
25. ↑  Peggy Hollinger (2008年10月16日). “Areva in talks with TVO over EPR delays”. Financial Times 2008年10月17日閲覧。
26. ↑  Suoninen, Sakari (2008年12月31日). “Finland nuclear reactor costs headed to arbitration – TVO”. Reuters 2009年1月5日閲覧。
27. 1 2  U.K. Expert: U.S. is Not Losing International 'Race' on Nuclear Power With France and Other Nations
28. ↑  Peggy Hollinger (2009年8月31日). “Finnish reactor provisions hit Areva profits”. Financial Times 2009年9月1日閲覧。
29. ↑  “Olkiluoto 3: EPR dome installed”.   AREVA NC (2009年8月6日). 2009年11月1日閲覧。
30. ↑  “AREVA – Olkiluoto 3 : EPR dome installed”.   YouTube (2008年8月10日). 2009年11月29日閲覧。
31. ↑  Dorothy Kosich (2010年6月29日). “S&P downgrades French nuclear-uranium giant AREVA on weakened profitability”. Mineweb 2010年7月6日閲覧。
32. ↑  “Start-up of Finnish EPR pushed back to 2013”. World Nuclear News. (2010年6月8日) 2010年6月28日閲覧。
33. ↑  Nuclear Engineering International. Flamanville 3 concrete poured.
34. ↑  “EDF Official Site – Flamanville 3”.   Edf.fr. 2012年4月19日閲覧。
35. ↑  “Public inquiry commission favors plan to build Flamanville-3 EPR” (link to article). Nucleonics Week (05-OCT-06). 2008年6月17日閲覧。
36. 1 2  Tara Patel (2010年8月30日). “French Nuclear Watchdog Says EDF Has Problems With Flamanville EPR Liner”. Bloomberg 2010年8月31日閲覧。
37. ↑  “EDF delays Flamanville 3 EPR project”. Nuclear Engineering International. (2011年7月20日) 2011年7月21日閲覧。
38. ↑  “French protests over EPR”. Nuclear Engineering International. (2007年4月3日) 2007年4月10日閲覧。
39. ↑  “France hit by anti-nuclear protests”. Evening Echo. (2007年4月3日) 2007年4月10日閲覧。
40. ↑  “Anti-nuclear rallies fill French cities”. Associated Press. (2007年3月17日) 2007年4月10日閲覧。 [リンク切れ]
41. ↑  “Greenpeace assault on EPR”. Nuclear Engineering International. (2007年5月1日) 2007年5月16日閲覧。
42. ↑  “EDF fined for hacking into Greenpeace computers”. Reuters. (2011年11月11日) 2011年11月11日閲覧。
43. ↑  Geoffrey Lean and Jonathan Owen (2008年4月13日). “Defects found in nuclear reactor the French want to build in Britain”. The Independent (London) 2004年4月19日閲覧。
44. ↑  “French nuke body partly halts work on new reactor”. Reuters. (2008年5月27日) 2008年5月27日閲覧。
45. ↑  “EdF allowed to continue concreting”. World Nuclear News. (2008年6月20日) 2008年6月21日閲覧。
46. ↑  english@peopledaily.com.cn (2004年9月12日). “Foreign energy giants bid for China's nuclear contracts, 12 September 2004, ''People's Daily''”. People's Daily. 2012年4月19日閲覧。
47. ↑  “Signing of Areva EPR order in China delayed – French source”. Forbes. (2007年7月30日).  オリジナルの2008年12月15日時点におけるアーカイブ。 2007年8月1日閲覧。
48. ↑  Nuclear Engineering International. Record-breaking deal for Areva/China Guangdong.
49. ↑  “China, People's Republic of: Nuclear Power Reactors”. PRIS database.  International Atomic Energy Agency (IAEA). 2010年7月18日閲覧。
50. ↑  Patel, Tara; de Beaupuy, François (2010年11月24日). “China Builds Nuclear Reactor for 40% Less Than Cost in France, Areva Says”. Bloomberg 2010年12月2日閲覧。
51. ↑  “China: The Construction of the EPR reactor Unit 1 at Taishan Takes a Major Step Forward with the Installation of the Vessel”. AREVA. (2012年6月5日) 2012年6月5日閲覧。
52. ↑  “First criticality achieved at Chinese EPR”.  World Nuclear News (2018年6月7日). 2018年6月22日閲覧。
53. ↑  “First EPR enters commercial operation”.  World Nuclear News (2018年12月14日). 2020年1月15日閲覧。
54. ↑  “Second new reactor for France”.   World Nuclear News (2008年7月3日). 2008年7月3日閲覧。
55. ↑  AREVA's announcement on two new EPRs in France.
56. ↑  “France says Penly reactor on course despite delays”. Reuters. (2011年10月4日) 2011年10月5日閲覧。
57. ↑  “New Nuclear Power Stations – Progress so far”.  Health and Safety Executive. 2009年9月15日閲覧。
58. ↑  “News – Taking GDA work forward in the light of the unprecedented events in Japan”.   Hse.gov.uk. 2012年4月19日閲覧。
59. ↑  Webb, Tim (2011年3月24日). “Budget 2011: Carbon tax brings higher electricity bills – and nuclear windfalls”. The Guardian (London)
60. ↑  This website was built by the EDF Energy WCM. “Nuclear Generation”.   Edfenergy.com. 2012年4月19日閲覧。
61. ↑  “Technology”.   Horizon Nuclear Power. 2012年4月19日閲覧。
62. ↑  “NuGen – About Nugen”.   Nugeneration.com. 2012年4月19日閲覧。
63. ↑  “Nuclear Engineering International”.   Neimagazine.com (2011年3月11日). 2012年4月19日閲覧。
64. ↑  “TVO Plant type alternatives”.   Tvo.fi. 2012年4月19日閲覧。
65. ↑  “Current | Fennovoima signed technical development agreements with Areva and Toshiba | Current | Fennovoima Oy”.   Fennovoima.com (2010年12月20日). 2012年4月19日閲覧。
66. ↑  “Design Certification Application Review – U.S. EPR”.  Nuclear Regulatory Commission. 2008年7月3日閲覧。
67. ↑  “Nuke plant is, well, nuked. Not gonna happen”.   Primebuzz.kcstar.com. 2012年4月19日閲覧。
68. ↑  Terry Ganey. AmerenUE pulls plug on project Columbia Daily Tribune, 23 April 2009.
69. ↑  Peter Behr (2010年7月30日). “A Late Scramble to Fund 'Nuclear Renaissance' Kick-Start”. New York Times 2010年7月30日閲覧。
70. ↑  “Constellation Energy cuts spending on Areva reactor venture”. McClatchy-Tribune Information Services (TradingMarkets). (2010年7月29日) 2010年7月30日閲覧。
71. ↑  Peggy Hollinger (2010年10月19日). “Energy: Cooling ambitions”. Financial Times 2010年10月29日閲覧。
72. ↑  “Dedicated nuclear component factory”. World Nuclear News. (2008年10月24日) 2009年1月31日閲覧。
73. ↑  Sonal Patel (2008年12月1日). “AREVA inches closer to U.S. EPR construction”. POWER 2009年1月31日閲覧。
74. ↑  “Areva Halts Construction of Virginia Reactor Component Plant – Nuclear Power Industry News – Nuclear Power Industry News – Nuclear Street – Nuclear Power Portal”.   Nuclear Street (2011年5月11日). 2012年4月19日閲覧。
75. ↑  http://www.npcil.nic.in//pdf/news_07dec2010_Business_Line.pdf
76. ↑  Makarand Gadgil (2011年11月29日). “Jaitapur nuclear plant work may not start before 2014”. Wall Street Journal (livemint.com) 2011年11月29日閲覧。
77. ↑  “N-plant in Jaitapur given green signal | PRAVASI TODAY : NRI NEWS : NRI HELP”.   Pravasi Today (2010年11月29日). 2012年4月19日閲覧。
78. ↑  UAE endorses France nuclear deal – Joel Bowman – BBC News 10 March 2008.
79. ↑  Despite Torture Video, U.S. and Emirates Sign Key Pact – Mark Landler – The New York Times – 21 May 2009.
80. ↑  Andrew England, Peggy Hollinger, Song Jung-a. “S. Koreans win $20B UAE nuclear power contract”. Financial Times (CNN).  オリジナルの2010年1月14日時点におけるアーカイブ。
81. ↑  Peggy Hollinger (2010年1月15日). “Areva considers producing cheaper reactors”. Financial Times 2010年1月19日閲覧。
82. ↑  Tara Patel (2011年1月19日). “French Atmea Would Make Reactor ‘Credible’ Export, GDF Suez Says”. Bloomberg 2011年6月21日閲覧。
83. ↑  “Italy and France pen nuclear deal”. BBC. (2009年2月24日) 2009年2月24日閲覧。
84. ↑  Selina Williams, Liam Moloney (2009年8月4日). “Enel, EDF to Build Nuclear Plants in Italy”. Wall Street Journal 2009年8月9日閲覧。